# William Darwin Fox

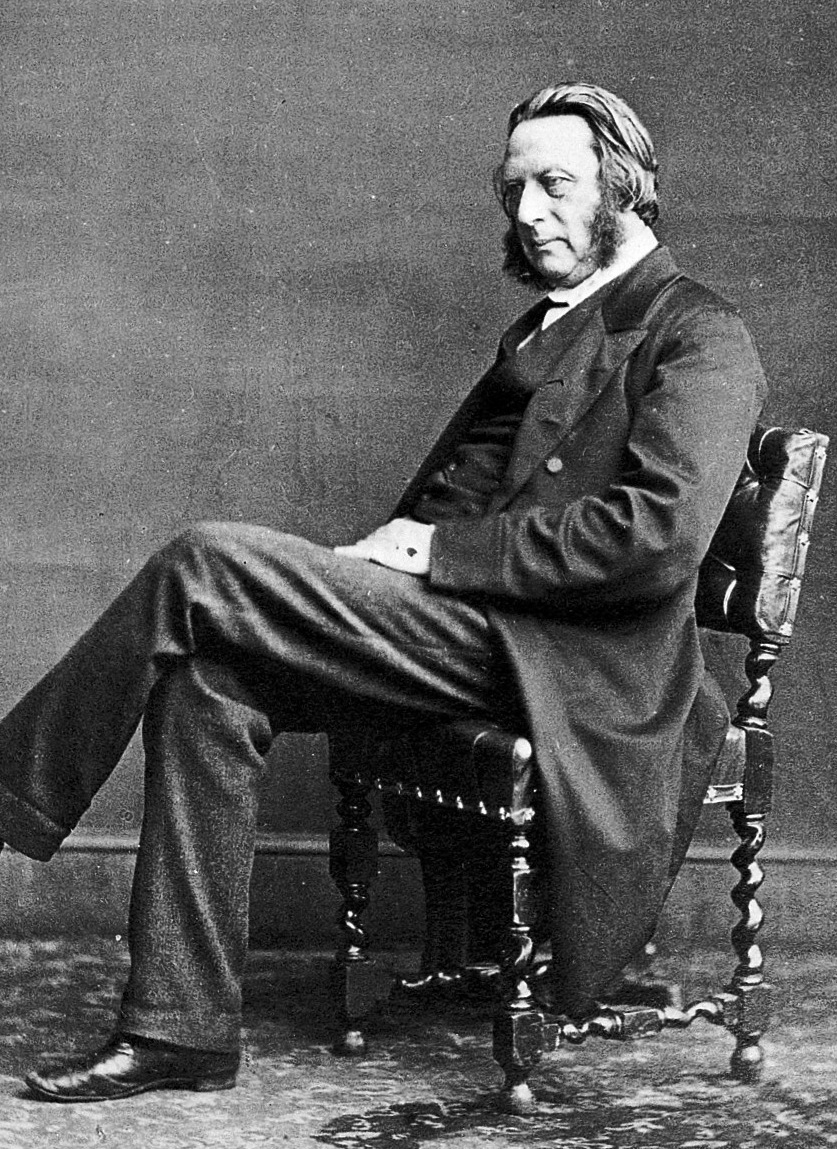
William Darwin Fox

William Darwin Fox (* 23. April 1805; † 8. April 1880 in Sandown, Isle of Wight) war ein englischer Geistlicher und Naturforscher. Er war ein Großcousin von Charles Darwin.

## Leben und Wirken
William Darwin Fox war ein Sohn von Samuel Fox (1765–1851) und dessen zweiter Frau Ann Darwin (1777–1859). Er besuchte die Schule in Repton und schrieb sich am 26. Januar 1824 am Christ’s College der Universität Cambridge ein. 1828 begegnet ihm hier Charles Darwin, der sich von seiner Begeisterung für die Insektenkunde anstecken ließ und den er mit John Stevens Henslow bekannt machte. Fox legte 1829 sein Abschluss als Baccalaureus Artium und 1833 den als Magister Artium ab. Am 11. März 1834 heiratet er Harriet Fletcher (1799–1842), eine Tochter von Sir Richard Fletcher (1768–1813). 1838 wurde Fox Rektor in Delamere in der Grafschaft Cheshire. Nach dem Tod seiner Frau heiratete er am 20. Mai 1846 Ellen Sophia Woodd. 1873 zwangen ihn gesundheitliche Probleme seinen Posten als Rektor von Delamere aufzugeben. Fox zog nach Sandown auf der Isle of Wight, wo er 1880 verstarb.
Mit seinem Großcousin Charles Darwin pflegte er bis an sein Lebensende einen umfangreichen brieflichen Gedankenaustausch.